# Ambelókipoi (ort i Grekland)
Ambelókipoi (Ampelokipoi) är en ort i Grekland.   Den ligger i prefekturen Nomós Zakýnthou och regionen Joniska öarna, i den sydvästra delen av landet, 250 km väster om huvudstaden Aten. Ambelókipoi ligger 11 meter över havet och antalet invånare är 1 606. Den ligger på ön Zakynthos.
Terrängen runt Ambelókipoi är kuperad söderut, men norrut är den platt. Havet är nära Ambelókipoi åt sydost.Runt Ambelókipoi är det tätbefolkat, med 331 invånare per kvadratkilometer. Närmaste större samhälle är Zákynthos, 3,2 km nordost om Ambelókipoi. 